# Словачек, Феликс
Феликс Словачек (чеш. Felix Slováček; род. 23 мая 1943, Злин) — чешский кларнетист, саксофонист, композитор и дирижёр. Также играет на ударных инструментах, фортепьяно и контрабасе.

## Биография
Родился 23 мая 1943 в чешском городе Злин — столице Злинского края. В молодости Феликс учился играть на фортепиано и скрипке, но эти инструменты не были его любимыми. После окончания музыкальной школы он увлёкся игрой на кларнете и саксофоне, которые в дальнейшем и стали его визитной карточкой.
Обучение Феликс начал в музыкальном колледже в Брно, затем продолжил его в консерватории города Кромержиж. Окончив обучение Феликс Словачек начал свою карьеру музыканта в симфоническом оркестре. Однако известность к нему пришла, когда он стал играть джаз в известных джазовых биг-бэндах.
За свою карьеру Феликс Словачек участвовал в многочисленных профессиональных музыкальных конкурсах. В 1965 году Фридрих Гульда организовал международный конкурс молодых джазовых исполнителей , в одном из таких конкурсов, в 1966 году, участвовал молодой Феликс Словачек. В этом же году он становится лауреатом второй премии на конкурсе исполнителей им. Богуслава Мартину. В 1967 году он становится лауреатом первой премии Пражского джазового фестиваля как талантливый молодой джазовый исполнитель, и в этом же году участвует в открытом конкурсе музыкального колледжа в Женеве.
В 1981 году Было продано около 9.5 миллионов пластинок Феликса Словачека, он уступил лишь Карелу Готту с его 44.7 миллионами экземпляров.
С 1969-го по 1985-й год Словачек появляется на чешском телевидении в музыкальных телепрограммах Карела Готта. С 1969-го по 1986-й годы он был солистом Оркестра Ладислава Штайдла; с 1983 музыкант становится главным дирижёром и руководителем джазового биг-бэнда «Felix Slováček Big Band». Коллектив состоит из 17 музыкантов (классический состав биг-бэнда: 4 трубы, 4 тромбона, 5 саксофонов, гитара, бас-гитара, перкуссии, фортепиано). В 1985 году уже достаточно известный Словачек становится главным дирижёром популярного в Чехии оркестра «Big Band of Czech Radio» - ведущего джазового коллектива. Этому оркестру, который постоянно участвует в престижных фестивалях, шоу-программах и гала-концертах, в этом году исполнилось 50 лет.

## Дискография
| Год  |  | Название                                                                                 | Лейбл     | Номер по каталогу |
| ---- |  | ---------------------------------------------------------------------------------------- | --------- | ----------------- |
| 1974 |  | Felix Slováček & Ladislav Štaidl A Jeho Orchestr* — Felix Slováček                       | Supraphon | 1 13 1500         |
| 1975 |  | Felix Slováček, Orchestr Ladislava Štaidla* — II                                         | Supraphon | 1113 1716         |
| 1975 |  | Алексей Фрайд, Густав Бром Orchestra, Felix Slováček – Jazzové Koncerty (Jazz Concertos) | Panton    | 11 0339           |
| 1980 |  | The Very Best Of Feilix Slováček - Felix Slováček, Ladislav Štaidl Orchestra             | Supraphon | 1113 2713 H       |